# Stenomordella
Stenomordella là một chi bọ cánh cứng trong họ Mordellidae.
Chi này được miêu tả khoa học năm 1941 bởi Ermisch.

## Các loài
Chi này gồm các loài:
- Stenomordella longeantennalis Ermisch, 1941
- Stenomordella macrocephala Franciscolo, 1965
- Stenomordella ochii Kiyoyama, 1975